# Pueblo cabilio
El pueblo cabileño (en cabilio izwawen o iqbayliyen, AFI: [iqβajlijən]) son un grupo amazig autóctono de las montañas de Cabilia, al noreste de Argelia.
Su nombre deriva del de la región montañosa del norte de Argelia, que habitan desde mucho tiempo. Su nombre deriva del árabe قبيلة qabîlah 'tribu' (en plural qaba'il). La región Cabilia es coloquialmente conocida como al-qabayel ('tribus, cabilas'), pero sus habitantes la llaman tamurt idurar ('tierra de montañas') o tamurt leqvayel ('tierra de cabilas'). Cabilia es parte de las montañas del Atlas y está situada en el borde del mar Mediterráneo. Los imazighen cabileños hablan una lengua bereber septentrional, el idioma cabilio. Desde la Primavera Bereber de 1980, han estado en la vanguardia de la lucha para el reconocimiento oficial de las lenguas bereberes en Argelia.

## Lengua

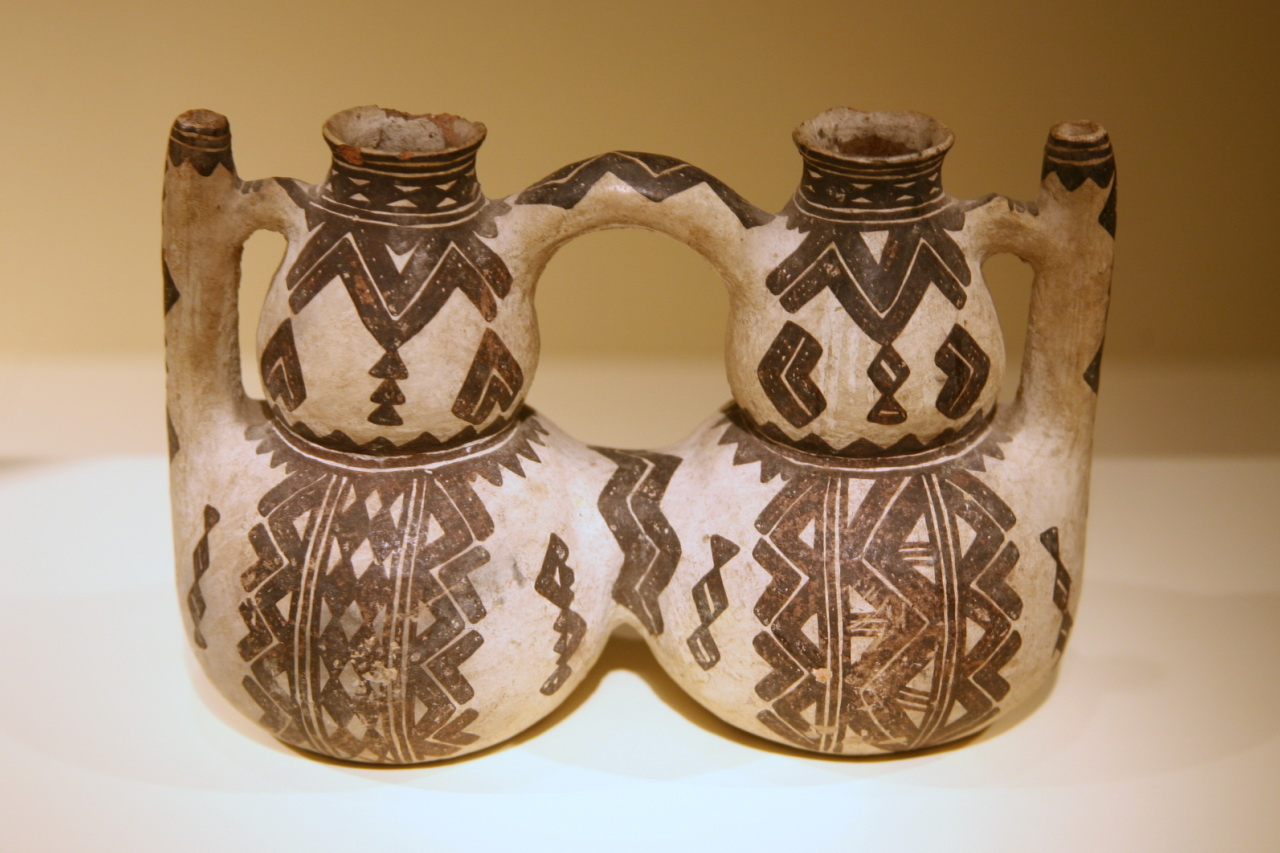
Vasija Cabileña del.

La lengua principal usada por el pueblo cabileño es el idioma cabileño, que se habla tanto en las casas como en todos los lugares de Cabilia, así como en los medios políticos. Los cabileños se enorgullecen de su lengua y se han resistido a usar el árabe. El francés también se utiliza a menudo en el comercio y la correspondencia.

## Genética

Mapa básico de las migraciones germánicas de la época romana tardía, que muestra a los vándalos avanzando hacia el norte de África y más allá.

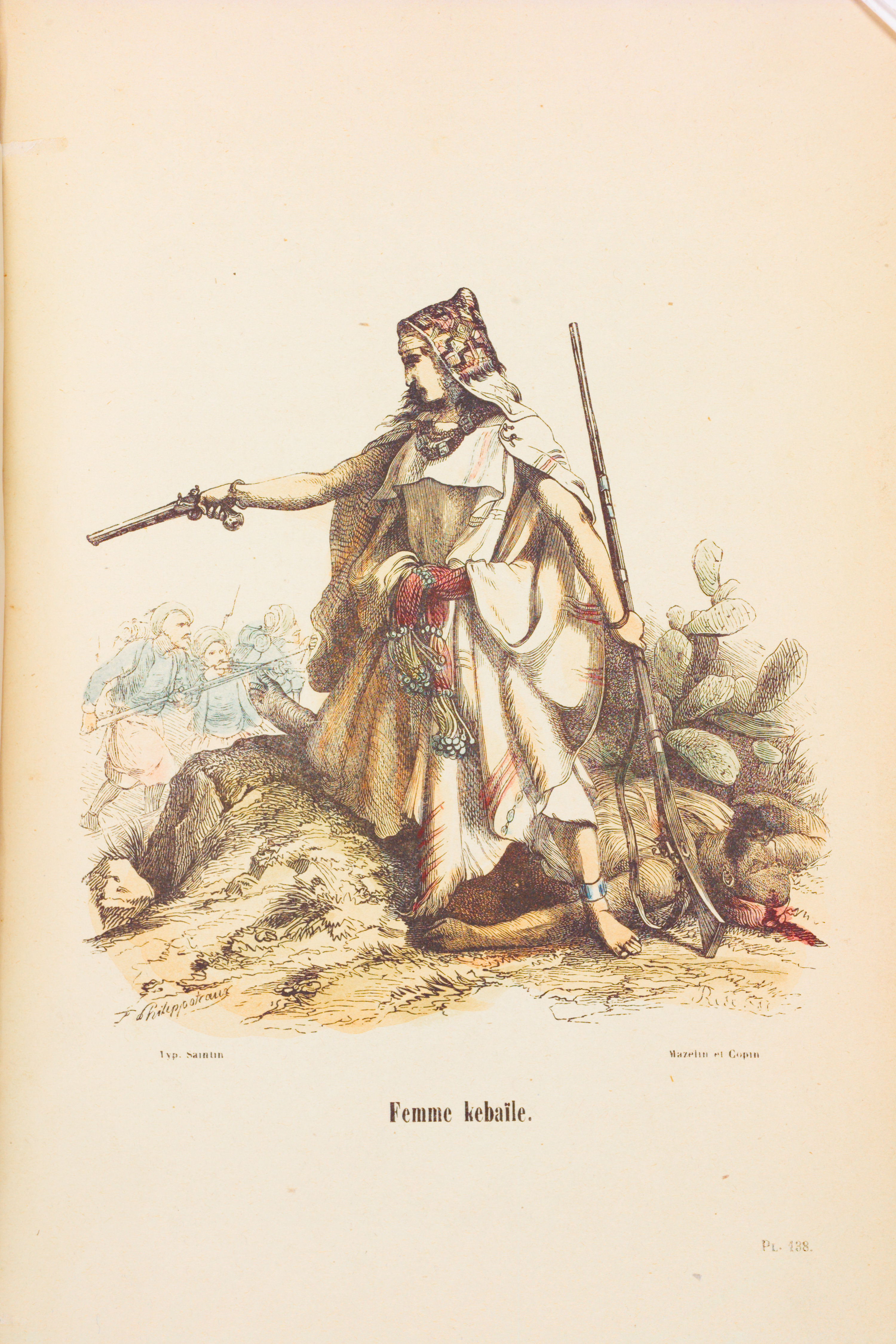
Lalla Fatma N'Soumer, de Tariqa, encabezó la resistencia contra la colonización francesa 1851-1857

El pueblo cabilio es fenotípicamente similar a los europeos del sur, un hecho que se ha mantenido con el tiempo.[cita requerida]
- Su cromosoma Y, que se hereda exclusivamente a través de la línea paternal, tiene como composición 48% E3b1b (E-M81), 12% E3b* (xE3b1b), 17% R1* (xR1a) y 23% F* (xH, I,J2,K). [cita requerida]
- El patrón del norte africano de la variación Y-cromosómica sugiere que la transición neolítica en esta parte del mundo fuera acompañada por las invasiones de pastores afroasiáticos del Oriente Medio.[cita requerida]
- El mtDNA, por el contrario, se hereda solamente de la madre y es: 30.65% H, 29.03% U* (con 17.74% U6), 3.23% preHV, 4.84% preV, 4.84% V, 3.23% T*, 4.84% J*, 3.23% L1, 4.84% L3e, 3.23% X, 3.23% M1, 1.61% N y R 3.23%. La forma del mtDNA del pueblo cabilio es en un 66.12% subsahariano, 22.58% eurasiático occidental general (H, J, U, T, K, X, V e I), 8.07% específico del noroeste africano (U6, L3E), y 3.23% asiáticos (M1, N, R) (L1-L3a).

## Religión

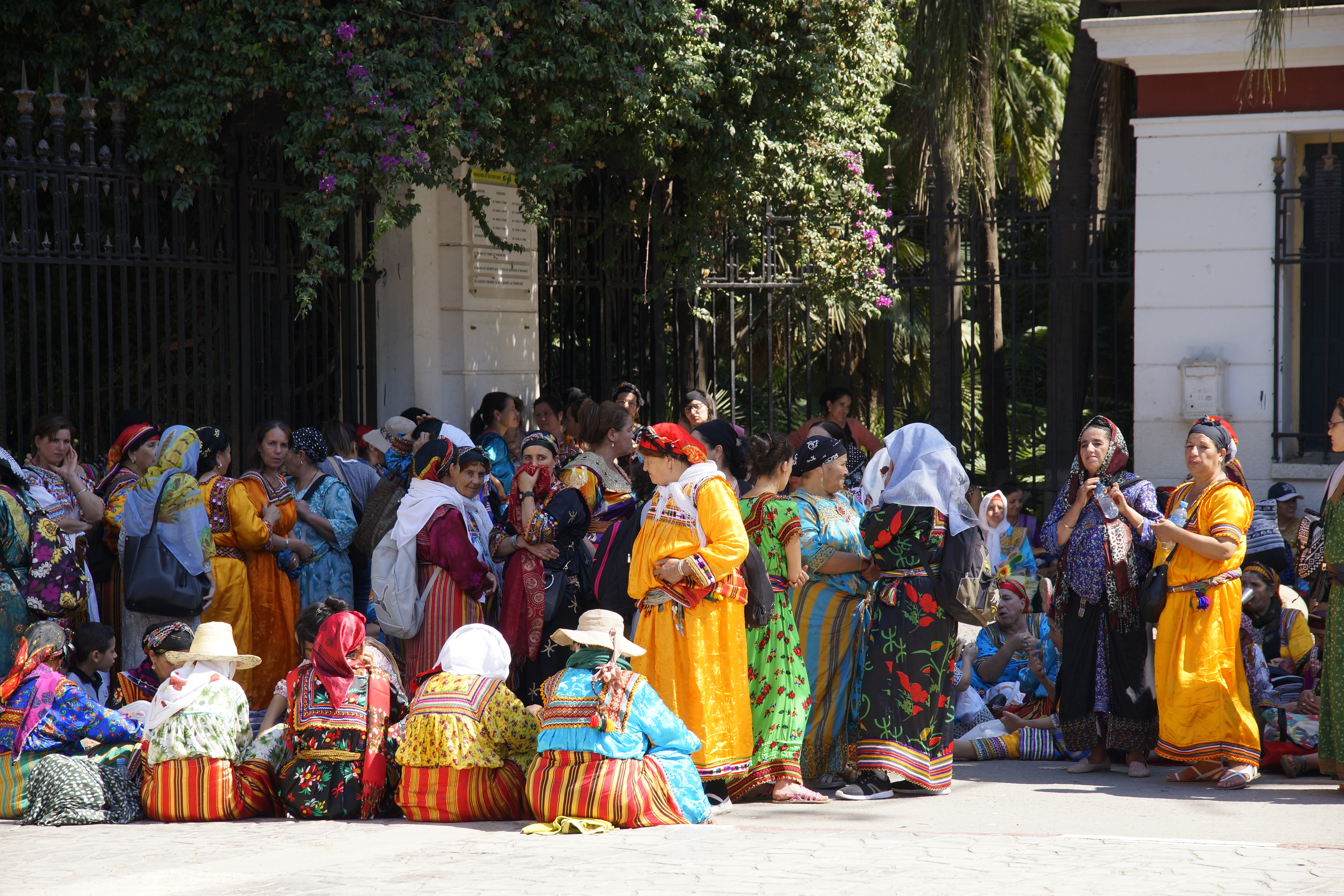
Mujeres cabileñas en ropaje tradicional.

Los musulmanes representan suní (40%), pero hay también una comunidad católica (20%), atea (30%) y recientemente, hay también una minoría protestante (sobre todo pentecostal). A pesar de ello, los partidos políticos principales de los bereberes, el Frente de Fuerzas Socialistas (FFS), la Agrupación por la Cultura y la Democracia (ACD) y el Movimiento para la Autonomía de la Cabilia (MAC), son todos seculares. Estos tres partidos juntos suman casi el 95% del voto en la región.

## Economía
La economía tradicional del área se basa en la arboricultura (huertas, olivos verdes) y en la industria de la artesanía (tapicería o cerámica). La agricultura de montaña y montañosa se está llevando gradualmente a la industria local (textil y agroalimenticia).

## Política
Dos partidos políticos dominan Cabilia y tienen su base principal allí: el FFS, liderado por Hocine Aït Ahmed, y el RCD, liderado por Saïd Sadi. Ambos partidos son seculares, bereber y «argelianista».
El Arouch emergió durante la Primavera Negra de 2001 como renacimiento de una forma tradicional de organización democrática, que parte desde las aldeas. El Arouch comparte las mismas visiones políticas que el FFS y el RCD. El Movimiento para la Autonomía de Cabilia (MAC) también surgió durante la Primavera Negra, y es una asociación política que milita para la autonomía de Cabilia.

## Historia

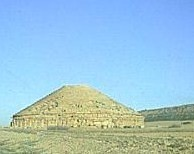
Medracen: sepulcro de los reyes númidas.

### Era Medieval
La conquista árabe de Cabilia comenzó en el año 670. La reina bereber llamada Kahina o también Dihya derrotó al cuerpo expedicionario del emir Hasán bin al-Nomán, en la batalla de Meskiana, en 693, pero en el 72 los árabes ya gobernaban en Cabilia. La población adoptó paulatinamente el islam.
La dinastía fatimí reinó en el siglo X, con centro en Petite Cabilia, donde un da'i de Ismaili encontró una audiencia receptiva para las creencias milenarias que predicaba, y condujo posteriormente la tribu de Kutama a conquistar primero Ifriqiya y después Egipto. Tras asumir el control de Egipto, los Fatimíes perdieron interés en el Magreb, Bologhine ibn Ziri, heredó el control de Ifriqiya (Cabilia así como mucha porción de Argelia, incluyendo Túnez moderno). La rama zirí de los Hammadid reinará en el lugar unos dos siglos, con un efecto duradero en el desarrollo no sólo de Cabilia sino también de Argelia, refundando ciudades tales como Bejaia (su capital después del abandono de Qalaat Beni Hammad) y Argel, entre otras.
Después del derrumbamiento de los Hammadid, Cabilia cambiaba de manos regularmente, mientras que gran parte del interior no estaba controlada con eficacia. Bajo el dominio de los turcos otomanos, la mayor parte de Cabilia era inaccesible para Deys, que tuvo que contentarse con incursiones ocasionales y establecimientos militares en algunos valles. En los años anteriores al período otomano, la familia de Belkadi gobernó mucho tiempo la Gran Cabilia, teniendo su capital en Koukou, actualmente una aldea pequeña cerca de Tizi Ouzou; pero, su poder decayó en el siglo XVII.

### Era Contemporánea
- Colonización francesa

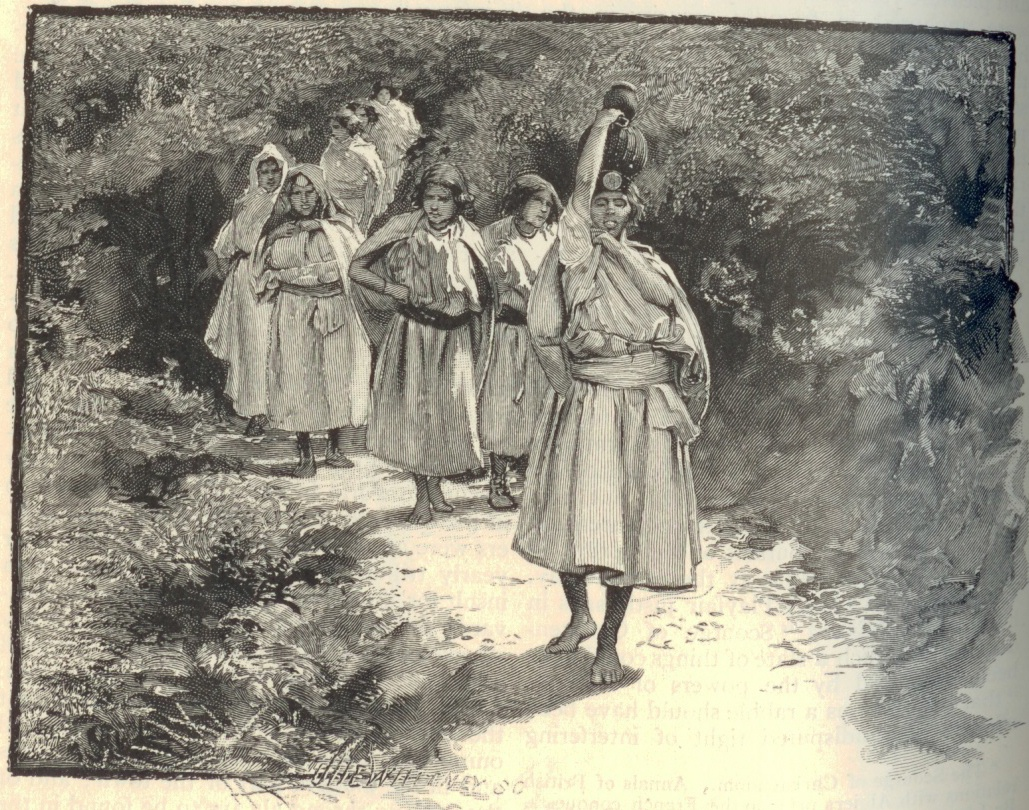
Mujeres cabileñas en 1866.

El área fue controlada gradualmente los franceses a partir de 1857, a pesar de una resistencia local fuerte por la población local conducida por líderes como Lalla Fatma n Soumer, o como la rebelión de Cheikh Mokrani en 1871. Muchas tierras de las tribus más recalcitrantes fueron confiscadas en este período y dadas a los pieds-noirs franceses. Muchas detenciones y deportaciones fueron realizadas por los franceses, principalmente a Nueva Caledonia. La colonización también dio lugar a una aceleración de la emigración en otras áreas del país.
Los trabajadores argelinos inmigrantes en Francia organizaron el primer partido que promovía la independencia en los años 20. Durante la guerra de la independencia (1954-1962), Cabilia era una de las áreas más afectadas debido a la importancia de los maquis, ayudados por el terreno montañoso, y a la represión francesa. La resistencia revolucionaria argelina al colonialismo francés, el frente nacional de liberación (FLN), reclutó a varios de sus líderes históricos allí, incluyendo Hocine Aït Ahmed, Abane Ramdane, y Krim Belkacem.
- Después de la independencia de Argelia

Las tensiones se han presentado entre Cabilia y el gobierno central en varias ocasiones, inicialmente en 1963, cuando el partido FFS de Hocine Aït Ahmed disputó la autoridad del partido único (FLN). En 1980, hubo varios meses de protestas exigiendo la oficialización de las lenguas bereberes, hecho conocido como la Primavera Bereber. La política radical conocida como movimiento de arabización en Argelia tomó la delantera en los años 90. Entre 1994 y 1995 hubo un boicot a la escuela, conocido como la «huelga del bolso de la escuela». En junio y julio de 1998, el área ardió otra vez después del asesinato del cantante Matoub Lounes y la aprobación de una ley que generalizaba el uso de la lengua árabe en todos los campos que entró en vigor en ese momento. En los meses que siguieron a abril de 2001 (llamado el resorte negro), continuaron los alborotos importantes - junto con la aparición del Arouch, los consejos locales neotradicionales por la muerte del joven cabileño Masinissa Guermah a manos de los gendarmes, alborotos que se calmaron gradualmente después de forzar algunas concesiones del presidente, Abdelaziz Buteflika.